# Henri Doulcet
Pour les articles homonymes, voir Doulcet.
Henri Doulcet, né le 26 avril 1857 à Paris et mort le 27 juillet 1916 à Palaiseau, est un évêque français, évêque de Nikopol (en) en Bulgarie de 1895 à 1913.

## Biographie
Fils de Jules Doulcet, archiviste du Corps législatif et de l'Assemblée nationale, et de Pauline West, il est le frère de Jean Doulcet, ambassadeur auprès du Saint-Siège, le petit-fils de Gérard West et le neveu d'Amédée Lefèvre-Pontalis.
Élève au Séminaire français de 1882 à 1885, il est ordonné prêtre en 1885 et rentre à la Congrégation de la Passion en 1888.
Nommé évêque de Nikopol (en) le 7 janvier 1895 par le pape Léon XIII, il est consacré le 24 février suivant par le cardinal Franziskus von Paula Schönborn alors archevêque de Prague
Quittant sa charge en 1913, il est nommé successivement évêque titulaire d'Ionopolis (de) puis en mars 1914 archevêque titulaire de Dioclée (de). Il meurt deux ans plus tard, n'ayant pas atteint l'âge de 60 ans.